# 視覚誘発電位
視覚誘発電位（しかくゆうはつでんい、英：Visual evoked potentials, VEP）とは、視覚刺激を与えることで大脳皮質視覚野に生じる電位である。歴史的にはフラッシュVEPとパターンVEPの2種類があるが、フラッシュVEPは波形の再現性が同一個人間でも難があり、2010年現在はパターンVEPが用いられることが多い。

## 原理
全視野刺激を行うと後頭部正中線を中心に陰性-陽性―陰性の三相波が出現する。極性と潜時からそれぞれN75、P100、N145と呼ばれている。まれにM75のまえにM60が記録されることもある。ヒトの場合はN75とP100は1次視覚野由来であることが確認されている。サルを用いた研究ではN75が外側膝状体から入力を受ける1次視覚野の4C層、P100は1次視覚野の2、3層、N145は1～3視覚野の広い領域に関連する反応と考えられている。半盲の検査のため半側視野刺激を行うこともあり奇異性頭皮上分布を認めることがある。

## 結果
| 波形 | 由来      | 正常値（平均±SD） | 正常上限（平均+3SD） |
| ---- | --------- | ----------------- | -------------------- |
| P100 | 1次視覚野 | 105.5±6.1         | 123.8                |

P100の振幅は大体5～10μVであるが個体差が大きいため異常の判定には用いない。左右の振幅が50%以上の差があれば異常の可能性がある。P100が明らかではなく二峰性の陽性頂点が認められる場合があり、この場合をW波形反応という。これは視神経炎で中心暗点が認められる場合に生じる。